# S-400 Triumf
S-400 Triumf (ru: C-400 «Триумф») este o nouă generație de sisteme de apărare aeriană, dezvoltată de către Almaz Central Design Bureau ca o perfecționare a familiei S-300. Codul de identificare NATO este: SA-21 Growler, și anterior era cunoscut ca S-300PMU-3.

## Utilizatori
- Rusia - 5 batalioane a câte opt lansatoare în 2012.
- 🇹🇷 Turcia are în dotare sistemul S-400 prima dată fiind introdus în 2019.